# Мост Джавадие
Мост Джавадие (перс. پل جوادیه‎) — арочный мост в столице Ирана Тегеране. Он расположен приблизительно на 400 м западнее от Главного железнодорожного вокзала и возвышается над железнодорожным путем, который соединяет Тегеран с крупным иранским городом Казвин и другими важными городами на западе государства. Мост представляет собою составную часть транспортной развязки Дащт-е-Азадеган (букв. «степь свободолюбивых»), которая на северо-западе примыкает к круговой транспортной развязке на Площади Хаккшенас, а также городской автодороге Наваб и улице шейха Мухаммади, а на юго-востоке — к Площади Бахман, как и городской автодороге Тондгуян и Бесат. Указанный транспортный путь расположен между городскими кварталами Хани-Абад и Джавадийе и между 11 и 17 районами на юге Тегерана.
Мост считается одним из самых современных и прочных в мире. Он стал одним из трех символов Тегерана и считается воротами города. Всю энергию, необходимую для освещения и иллюминации моста, получают от ветра и солнца.

## Строительство моста
Конкурс по строительству моста организовала администрация муниципального образования Тегеран в ноябре 2006 года, а среди главных задач были: разгрузка четырёх главных транспортных путей и формирование нового строительного символа юга города. В апреле 2007 года победителем конкурса была признана работа, где был представлен асимметричный арочный дизайн моста, автором которого была иранская фирма Рах-Щахр. Ей было поручено в течение года разработать главный проект. Ведущими людьми, занимавшимися проектом, были инспектор объекта Эбрахим Нежад и архитектор Джаляль Овейси, которому в качестве инспирации за дизайн моста послужило разветвление железнодорожного пути и цель, чтобы создать двойной монументальный вход в город — для поездов, которые прибывают в Главный железнодорожный вокзал, и для автомобилей, которые подъезжают к центру Тегерана с севера. Помимо Рах-Щахра, главными фирмами, работавшими над проектом, были тегеранская фирма по производству стали Азаран и французская фирма-производитель стальных тросов Фрейссинет. Строительство моста началось в апреле 2008 г. Торжественное открытие моста состоялось 13 ноября 2010 года в ходе церемонии, которую вел тегеранский градоначальник Мохаммад-Бакер Калибаф. Стоимость строительства была при открытии оценена в 400 миллиардов риалов или около 93 миллионов долларов.

## Основные особенности моста
Мост Джавадийе отличает уникальный дизайн пролетного строения — арочная конструкция на северной стороне опирается на осевую опору, поставленную между проезжих частей, а на юге разветвляется на две опоры, поставленные поперек проезжей части. Один из редких подобных примеров, похожих на Джавадиийе — это мост Пуэнте-де-ла-Баркуэта, построенный в 1992 году в испанском городе Севилья, но у этого есть по две опоры по обеим сторонам арки, у которой не закруглённые, а ровные линии. Арочная конструкция моста Джавадийе — из стали и имеет прямоугольный поперечный разрез, она элегантно закруглена на главном статическом узле. Для монтирования четырнадцати её частей над весьма оживлённой железной дорогой из портового города Ассалуйе был доставлен подъёмный кран грузоподъёмностью в 700 тонн, на соединение и разъединение которого было потрачено времени примерно месяц. Учитывая то обстоятельство, что Тегеран находится в сейсмически активной зоне, глубина фундамента варьируется от 25 до 30 м. Кроме того, из-за опасности от землетрясений и сильных ветров в конструкцию моста встроено восемь гидравлических амортизаторов мощностью 250 тонн, которые переносят колебания непосредственно на опоры, и поэтому мост может перенести горизонтальные сдвиги на 30 см.
Транспортная развязка Дащт-е Азадеган в середине прикреплена 12 осевыми стальными тросами, составленными из 19, 37 и 61 проволок, которые могут выдержать, соответственно, 250, 450 и 800 тонн. Эти элементы её конструкции смазаны специальною антикоррозийной пластичной смазкой и покрыты полиэтиленовою защитною покрышкой. Развязка поперечно охватывает две проезжие части с тремя автодорогами а также два тротуара для прохода пешеходов. Ширина моста и двух разветвляющихся опор составляет 30 м, а стальная арка имеет высоту примерно 20 см. Самый большой пролёт моста — равен 126 м, а вместе с двумя примыкающими арками (30 и 84 м) его совокупная длина составляет 210 м.